# Quadricalcarifera melanogramma
Quadricalcarifera melanogramma är en fjärilsart som beskrevs av James John Joicey och Talbot 1917. Quadricalcarifera melanogramma ingår i släktet Quadricalcarifera och familjen tandspinnare. Inga underarter finns listade.